# Kathleen Verhelst
Kathleen Verhelst (Roeselare, 26 januari 1969) is een Belgisch onderneemster en politica voor Open Vld.

## Levensloop
Kathleen Verhelst studeerde af aan het Sint Andreaslyceum in Oostende in de richting Latijn-Grieks. Daaraan voegde ze haar diploma toe van licentiate in de Toegepaste Economische Wetenschappen aan de Universitaire Faculteiten Sint-Ignatius Antwerpen (UFSIA)  alsook een tweede licentiaatsdiploma specialisatie fiscaliteit aan de Economische Hogeschool Sint Aloysius te Brussel (EHSAL). 
In 1992 ging ze aan de slag bij de Groep Verhelst in Oudenburg waar ze sinds 2002 CEO werd van het familiebedrijf. Eind maart 2019 splitste het familieverhaal en kocht ze de bouwmaterialenhandel en de logistieke activiteiten van haar familie die ze nu dagelijks leidt.  Verder werd Kathleen Verhelst lid van het directiecomité van de West-Vlaamse afdeling van werkgeversorganisatie Voka.
Bij de federale verkiezingen van 26 mei 2019 stond Verhelst op de tweede plaats van de Open Vld-lijst in de kieskring West-Vlaanderen. Ze werd verkozen in de Kamer van volksvertegenwoordigers met meer dan 11.000 voorkeurstemmen. Als Kamerlid werd ze actief in de commissie Economie, Consumentenbescherming en Digitale Agenda en verdedigde ze de belangen van ondernemers. Verhelst zetelde in de Kamer tot aan de verkiezingen van juni 2024 en stond als laatste opvolger op de West-Vlaamse Open Vld-lijst voor het Vlaams Parlement.
Verhelst is gehuwd en moeder van 3 kinderen is tevens lid van serviceclub Zonta in Damme, die de positie van vrouwen overal ter wereld helpt ondersteunen.